# Distretto di Bulgan (Bulgan)
Il distretto di Bulgan è uno dei sedici distretti (sum) in cui è suddivisa la provincia di Bulgan, in Mongolia. Conta una popolazione di 12.396 abitanti (censimento 2009). 